# Frank William Walbank
Frank William Walbank (ur. 10 grudnia 1909 w Bingley, zm. 23 października 2008 w Cambridge) – brytyjski historyk starożytności, specjalizujący się w tematyce epoki hellenistycznej.
Absolwent koledżu Peterhouse na University of Cambridge. Od 1936 roku wykładał na University of Liverpool, gdzie w latach 1946-1951 piastował katedrę języka łacińskiego, a następnie od 1951 do 1977 roku katedrę historii starożytnej i archeologii klasycznej. Profesor wizytujący uniwersytetów w Pittsburghu (1964) i Berkeley (1971). Redaktor poświęconych epoce hellenistycznej 7. i 8. tomu Cambridge Ancient History. Zdobył sobie sławę jako znawca Polibiusza, opracował trzytomowy komentarz do jego dzieła (daty wydania poszczególnych tomów: 1957, 1967 i 1979).
Od 1951 roku był członkiem British Academy oraz członkiem zagranicznym Królewskiej Holenderskiej Akademii Sztuk i Nauk. Doctor honoris causa uniwersytetu w Exeter (1988) i Louisville (1996). W 1993 roku odznaczony Orderem Imperium Brytyjskiego.

## Wybrane publikacje
- Aratos of Sicyon (1933)
- Philip V of Macedon (1940)
- The Awful Revolution (1967)
- Polybius (1972)
- The Hellenistic World (1981) – tłum. polskie Świat hellenistyczny, Prószyński i S-ka 2003